# Dynamik
 For alternative betydninger, se Dynamik (flertydig). (Se også artikler, som begynder med Dynamik)
Dynamik. Af græsk: δυναμις, dynamis = "kraft". Bevægelseslære. En gren indenfor den klassiske mekanik, som beskæftiger sig med legemer i bevægelse. Som beskrivelse af procesforløb står dette begreb i modsætning til statik. Inden for fysik er dynamik den del af mekanikken, som drejer sig om virkningen af kraftpåvirkninger på genstande i bevægelse. Derved adskilles dynamik fra statik.

## Underemner
- faste legemers dynamik
  - kinematik
  - kinetik
- flydende stoffers dynamik
  - hydrodynamik
    - hydraulik
- luftformige stoffers dynamik
  - gasdynamik
    - aerodynamik
    - pneumatik